# 范山
范山（？—？），春秋時期楚國楚穆王大夫。因認為當時另一諸侯國晉國君主晉靈公年幼，無心稱霸諸侯國，而進言楚穆王就算攻打北方以鄭穆公為首的諸侯小國鄭國，晉國亦不會南下保護鄭國。楚穆王因聽從范山的進言繼而在前618年三月揮兵北上，從狼淵（今河南許昌）開始攻打鄭國，並捉拿囚禁鄭國兩名公子，包括之後成為鄭國君主鄭襄公的公子堅，最後令到鄭國要向楚國求和。因此次進言更成為其中一次楚攻鄭之戰。